# Trafic de copii
Traficul de minori este prevăzut în Legea nr. 678/2001, actualizată. Traficul se face cu scopul exploatării economice. Traficul de minori este pedepsit conform art. 211, 216 CP